# Connellan Airways
La Connellan Airways (poi Connair) era una compagnia aerea con sede ad Alice Springs, in Australia. Operò voli di linea e altri servizi di trasporto aereo in tutto il Territorio del Nord dal 1939 al 1980.

## Storia

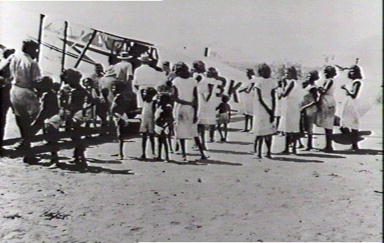
Un de Havilland Dragon Rapide della Connellan Airways in visita alla missione sul fiume Roper (1948).

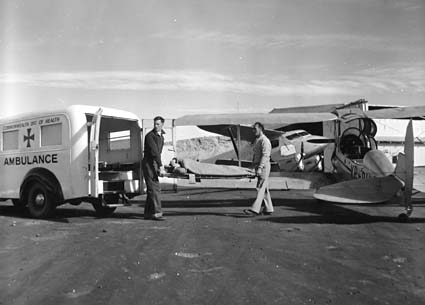
Un paziente del Royal Flying Doctor Service viene trasferito da un de Havilland Fox Moth Connellan a un'ambulanza (1954).

L'azienda è stata fondata nel 1939 come Survey & Inland Transport da Edward Connellan, un pioniere dell'aviazione. Nel 1938, Connellan aveva condotto due rilievi aerei del Territorio del Nord e, dopo aver discusso con John McEwen, l'allora ministro federale responsabile, intraprese una spedizione postale quindicinale tra Alice Springs e Wyndham, nell'Australia Occidentale. Firmò pure un contratto con il Royal Flying Doctor Service.

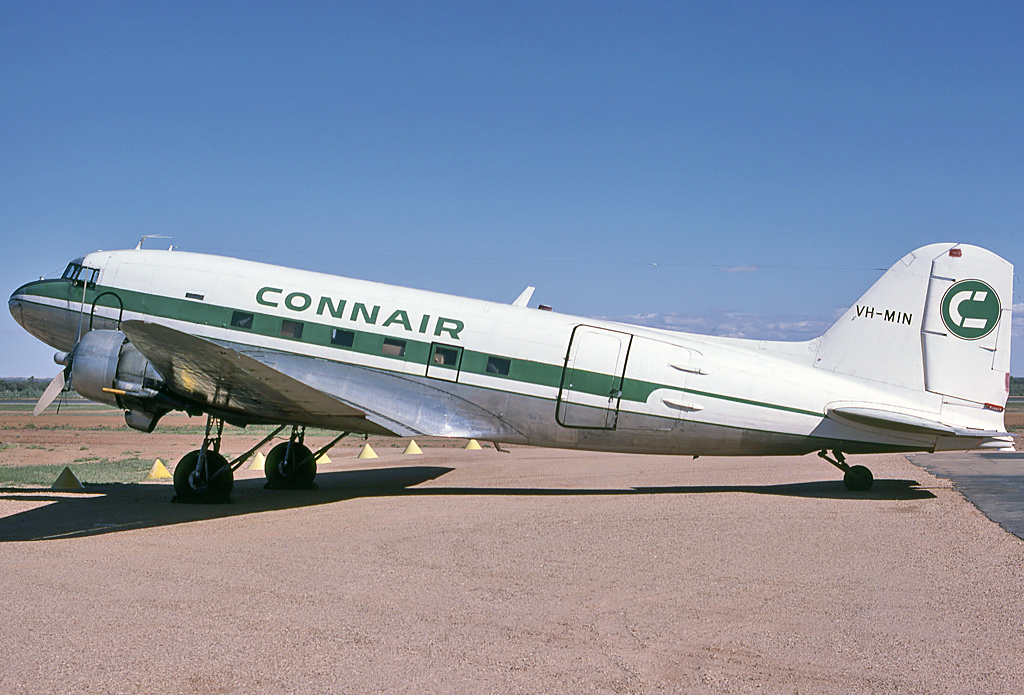
Uno dei DC-3 di Connair.

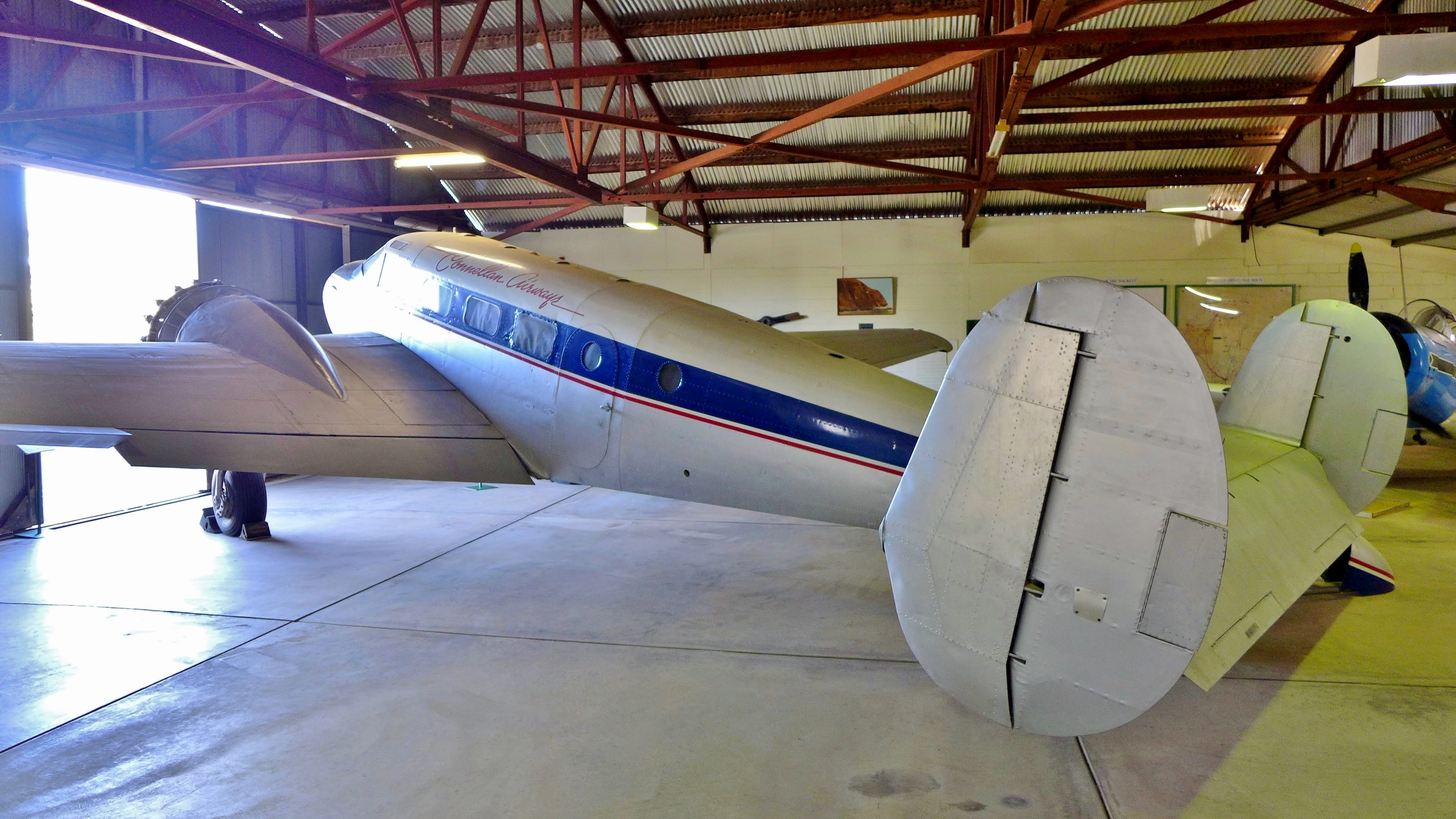
Un Beechcraft 18 di Connellan Airways in mostra al Central Australian Aviation Museum.

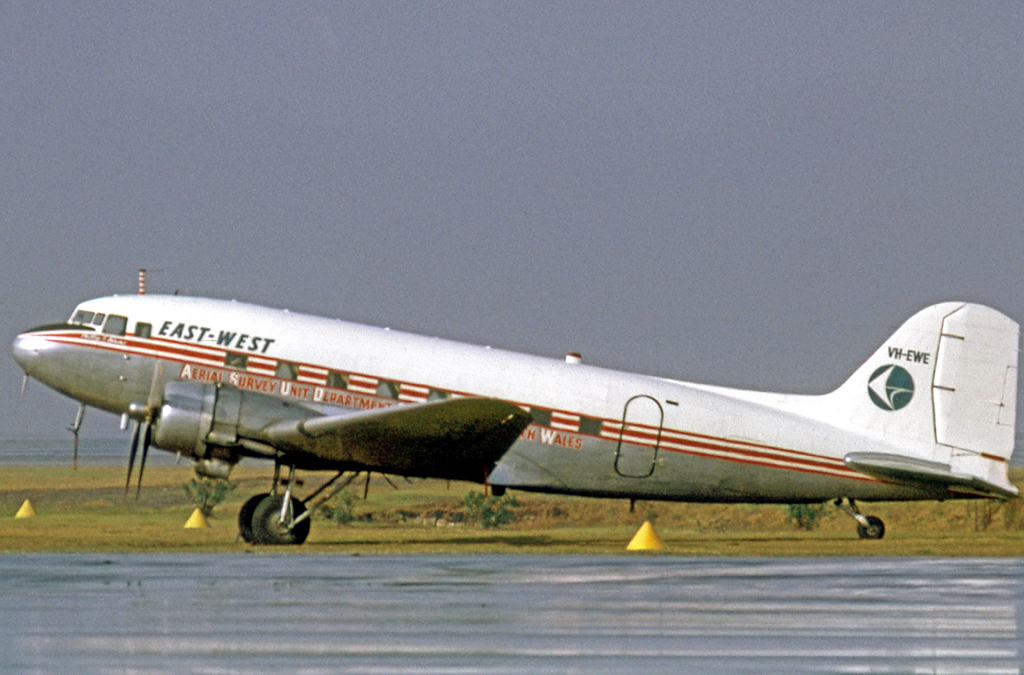
Un C-47 di East-West-Airlines, nuova proprietaria di Connair.

Nel bel mezzo della seconda guerra mondiale, Edward Connellan consolidò i suoi servizi aerei, divenuti praticabili e includenti più rotte, e registrò Connellan Airways il 23 luglio 1943. Negli anni del dopoguerra Connellan Airways crebbe, acquisendo nuove rotte e attrezzature. Nel febbraio 1951 divenne una società per azioni, con molte delle azioni nelle mani dello staff che dei suoi operai. Nel 1963 Connellan Airways divenne un normale operatore di trasporti pubblici. Il Royal Flying Doctor Service continuò a noleggiare gli aerei della Connellan fino al 1965, quando acquistò due aerei dalla compagnia, ma continuando a utilizzare i piloti di quest'ultima fino al 1973.
Nel 1970 il nome dell'azienda è stato cambiato in Connair. Nel decennio successivo si dovettero affrontare difficoltà finanziarie che degenerarono fino alla vendita di Connair a East-West Airlines il 14 marzo 1980, venendo ribattezzata Northern Airlines; venne liquidata nel 1981. Dopo la vendita si istituì il Connellan Airways Trust, utilizzando parte dei proventi.

## Incidenti
- Il 20 gennaio 1972, un Beechcraft 65-80 Queenair (codice di registrazione VH-CMI) si schiantò in fase di decollo dall'aeroporto di Alice Springs per un servizio di linea in direzione di Ayres Rock, uccidendo tutti gli occupanti a bordo, suddivisi nei sei passeggeri e il pilota. Successivamente è stato stabilito che il guasto al motore aveva causato un incendio nell'ala sinistra durante il decollo e le fiamme indebolirono l'integrità strutturale dell'attacco dell'ala sinistra, con quest'ultima che cadde prima che il pilota potesse atterrare.[8]
- Il 23 ottobre 1975, un de Havilland Heron della Connair (codice di registrazione VH-CLS) si schiantò durante un avvicinamento all'aeroporto di Cairns a seguito di un volo passeggeri da Mount Isa come volo 1263, uccidendo gli otto passeggeri e i tre membri dell'equipaggio a bordo. Successivamente determinarono che i piloti non avevano aderito alle procedure operative standard per un mancato avvicinamento quando l'aereo non poteva essere allineato correttamente con la pista.[9][10]
- Il 5 gennaio 1977, un ex dipendente della compagnia aerea fece schiantare deliberatamente un Beechcraft Baron rubato contro il quartier generale della Connair all'aeroporto di Alice Springs, in un attacco suicida. Altre quattro persone rimasero uccise nell'incidente, tra cui Roger Connellan (figlio del fondatore Edward Connellan), e quattro feriti.